# Neogene intermedia
Neogene intermedia là một loài bướm đêm thuộc họ Sphingidae. Loài này có ở Paraguay.